# عطسه چه به صبر
عطسه به صبر چه ربط دارد؟ کتابچهٔ کوچکی از احمد کسروی  است که در مهرماه ۱۳۲۴ به چاپ رسیده است.
زمان اتفاق این داستان به یکی از سفرهای نویسنده در شهریور ۱۳۲۰ بازمی‌گردد.

## شرح مختصر از داستان
طبق گفتهٔ نویسنده، ایران توسط روس و انگلیس در این زمان اشغال شده است و امنیت در میانهٔ جاده‌های کشور بر قرار نیست و امکان حملهٔ راهزنان به اتوبوس آنان وجود دارد. در این کتاب کسروی، عقاید کورکورانه و خرافه‌های مذهبی مردم را به نقد می‌کشد و سعی دارد با دلایل منطقی آنان را متقاعد کند که این عقاید از خطرات آنها را حفظ نمی‌کند و باید اندیشه کرد.

## زبان
زبانی که داستان به آن نوشته شده، مطابق دیگر نوشته‌های کسروی، پارسی سره است.